# سجل الأفق
سجل الأفق' (بالإنجليزية: Log Horizon)‏ هي رواية خفيفة يابانية نشرت في أبريل 2010.